# Horda-Kåre
Horda-Kåre, född cirka 870 i Hordaland fylke, var hövding i Hordaland i början av Harald Hårfagers regeringstid. Han dog någon gång efter 920.